# 다원학교
다원학교는 경기도 이천시에 있는 공립 특수학교이다.

## 연혁
- 2016년 3월 1일 : 개교
- 2018년 1월 9일 : 제2회 졸업식(유초중고전공)
- 2018년 3월 2일 : 제3회 입학식 및 시업식